# JPMendonça
João Paulo Mendonça (Rio de Janeiro, 3 de junho de 1962), mais conhecido pelo nome artístico jPMendonça, é um compositor, instrumentista, arranjador e produtor musical brasileiro. É o primogênito dos três filhos do casal de atores Rosamaria Murtinho e Mauro Mendonça, e irmão do diretor Mauro Mendonça Filho.
Ao longo da sua carreira, trabalhou como produtor musical de diversas produções televisivas, incluindo as novelas Bang Bang, Fina Estampa e Verdades Secretas, além das minisséries Dona Flor e Seus Dois Maridos e A Grande Família.